# Julius Curtius
Julius Curtius celým jménem Julius Adam Alwin Friedrich Curtius (7. února 1874 – 10. listopadu 1948) byl německým právníkem a významným liberálním politikem v období Výmarské republiky za liberálně pravicovou Německou lidovou stranou (DVP). Působil jako ministr hospodářství (1926—1929) a ministr zahraničí (1929—1931).

## Rodina a studium
Julius Curtius pocházel z významné rodiny továrníků, kteří působili v okolí Duisburgu na západě Německé říše. Jeho otec Friedrich Curtius (1850–1904), který vlastnil továrny na ultramarín a kamenec, byl ženatý s Adele Brockhoffovou (1824—98). Jeho dědeček byl duisburský průmyslník, městský rada a prezident obchodní komory Julius Curtius, jeho strýc byl známý chemik Theodor Curtius a pradědeček podnikatel Friedrich Wilhelm Curtius. Rodina se původně jmenovala Korte, ale v 18. století se nechala přejmenovat.
Narodil se 7. února 1877 v Duisburgu, který byl součástí Pruska. V letech 1885–1895 studoval duisburské gymnázium a následně se pokračoval ve studiu práv v Kielu, Štrasburku a Bonnu. V prosinci 1898 složil úspěšně praktikantskou zkoušku a v roce 1900 získal v Berlíně doktorát. Od března 1899 do května 1905 působil v pruské soudní službě v Berlíně, Hammu, Kielu a Duisburgu a následně v letech 1900—1901 strávil deset měsíců na studiích v Paříži. Počátkem roku 1905 složil posuzovatelskou zkoušku. Ve stejném roce se oženil s Addou Carpovou, dcerou obchodního právníka Eduarda Carpa. Společně měli dva syny a tři dcery. Prostřednictvím své tchyně získal cenné vazby na průmyslovou rodinu Hanielů. Později nastoupil do dozorčí rady Gutehoffnungshütte AG. Jelikož byl velmi dobře finančně zajištěn a nevyhovovala mu právní státní služba, nastoupil v říjnu 1905 jako advokát v Duisburgu. V roce 1910 se mu narodil syn Wolfgang (1910—1996), který se později také spojil s rodinou Hanielových jako významný podnikatel. V roce 1911 se rodina přestěhovala do Heidelbergu, kde se Julius Curtius zcela oddal studiu politologie a zabýval především ústavními otázkami. V tomto oboru začal také publikovat.
Po vypuknutí první světové války narukoval do armády a vedl na západní frontě dělostřeleckou baterii jako záložní důstojník v hodnosti kapitána pěchoty. Za svou službu byl vyznamenán železným křížem II. třídy a následně i železným křížem I. třídy.

## Politická kariéra
Po válce se vrátil zpátky do Heidelbergu. Díky svému rodinnému zázemí měl blízko k národním liberálům, a tak založil v roce 1919 místní buňku liberální Německé lidové strany (DVP). Úspěšně kandidoval do místní městské rady, kde v letech 1919—1921 vedl parlamentní skupinu. V červencových parlamentních volbách roku 1920 byl zvolen za DVP do říšského sněmu. Přestěhoval se do Berlína, kde v letech 1921—1926 pracoval jako právník pro komorní soud (německy: Kammergericht). Během působení v říšské sněmu si získal pověst odborníka na ekonomické a ústavní právo. Od roku 1924 působil jako místopředseda parlamentní frakce DVP a tuto pozici si udržel až do roku 1930.
Curtius patřil k pravicovému křídlu strany a celou svou politickou kariéru zastával názory špiček těžkého průmyslu. V březnu 1920 podpořil neúspěšný Kappův puč a na půdě říšského směnu se zasazoval, aby strana nepodílela na vládě, pokud v ní budou sociální demokraté. Postupně se vypracoval do pozice hlavního oponenta předsedy strany Gustava Stresemanna. Po Hitlerově puči navrhl Stresemannovi v opatrném prohlášení v listopadu 1923, aby rezignoval na pozici předsedy strany.

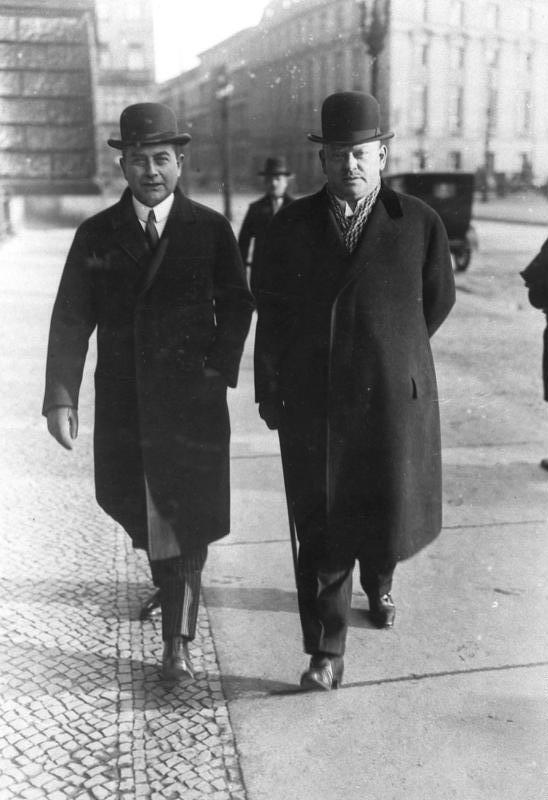
Curtius s Stresemannem v Berlíne v roce 1929

### Ministrem hospodářství
V lednu 1926 ho nominovala DVP jako svého zástupce do vlády kancléře Luthera. Curtius se 26. ledna stal ministrem hospodářství, kde vystřídal stranického kolegu Rudolfa Krohneho. Během svého úřadu se musel vypořádat s ekonomickou krizí, která zasáhla Německo na začátku roku 1926. V únoru 1926 bylo nezaměstnaných přes dva milióny a bylo nutné provést kroky k povzbuzení ekonomiky. Curtius se podílel na plánu modernizace železnice. Německé dráhy dostaly od vlády půjčku 100 miliónů marek a začaly dávat zakázky těžkému průmyslu a tím se snížila nezaměstnanost. Jako další krok podporoval Curtius vývoz průmyslových výrobků do Sovětského svazu. S ministrem zahraničí Stresemannem se aktivně podílel na jednání v otázkách placení reparací a odchodu okupačních vojsk z Porýní. Jeho resort byl přímo zodpovědný za jednání ohledně Youngova plánu, který měl upravit placení reparací podle již pro Německo neúnosného Dawesova plánu. Za svou aktivitu si vysloužil hlubokou kritiku ze strany konzervativců a krajní pravice. Všeněmecký svaz ho neváhal označovat jako vlastizrádce.
Po pádu vlády Wilhelma Marxe v lednu 1927 pověřil prezident Hindenburg Curtiuse sestavením nové vlády. Jeho pokus byl neúspěšný, protože katolické Centrum nehodlalo přenechat křeslo kancléře DVP. Curtius i přes neúspěch zůstal na pozici ministra hospodářství a to až do listopadu 1929.

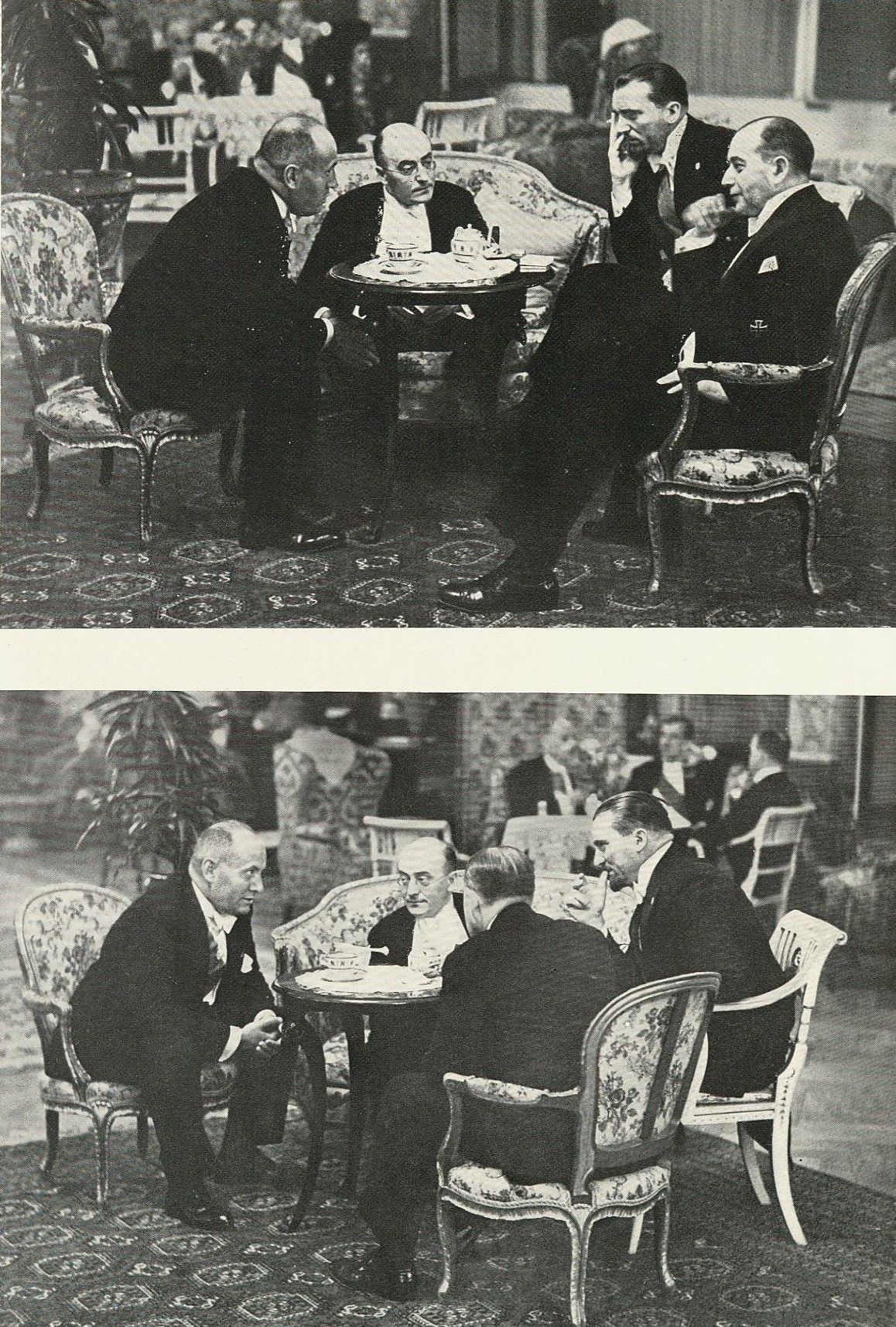
Jednání v Římě (zleva B. Mussolini, H. Brüning, D. Granti a J. Curtius (1931)

### Ministrem zahraničí
Dne 3. října umírá předseda DVP a ministr zahraničí Gustav Stresemann a Curtius byl následujícího dne pověřen řízením ministerstva zahraničí. Oficiálně se stal ministrem zahraničí 8. listopadu 1929. Jako ministr zahraničí nenavázal na politiku svého předchůdce, která spočívala ve vzájemném porozumění, ale zvolil agresivnější politiku konfrontace s Francií. Jeho vliv na hlavní zahraniční události a především na otázky placení reparací byl ale minimální. Hlavní témata si vzal pod svou agendu nový kancléř Brüning. Curtius podporoval hospodářskou spolupráci se Sovětským svazem a navázal dobré diplomatické vztahy s fašistickou Itálií. Jeho největší samostatnou aktivitou, která ho nakonec stála křeslo ministra, byl pokus o vytvoření celní unie s Rakouskem. Se svým rakouským protějškem Johannem Schoberem dojednali podobu celní unie v březnu 1931. Po zveřejnění se jim ale dostalo ostré kritiky především ze strany Československa, které vidělo v unii předzvěst Anšlusu (připojení Rakouska k Německu). ČSR se dostalo plné diplomatické podpory od Francie. Francouzi stáhli své krátkodobé půjčky Rakousku, čímž způsobili krach největší rakouské banky Creditanstalt v květnu 1931. Německo nebylo schopno svému sousedovi jakkoliv finančně pomoci, tak se Rakušané museli obrátit o finanční pomoc opět k Francii. Ta ji poskytla, ale jen za podmínky kompletního stažení plánů na celní unii s Německem. Po tomto neúspěchu resignoval Curtius 3. října 1931 na pozici ministra financí. S jeho odchodem ztratila DVP svého posledního ministra ve vládě a nadále se na vládní politice nepodílela. Sám Curtius byl v únoru 1932 ze strany vyloučen kvůli svým liberálním názorům. DVP po smrti Stresemanna začala praktikovat radikálně pravicovou politiku. Politiku Curtius ale zcela neopustil a přestoupil do liberální Německé státní strany.

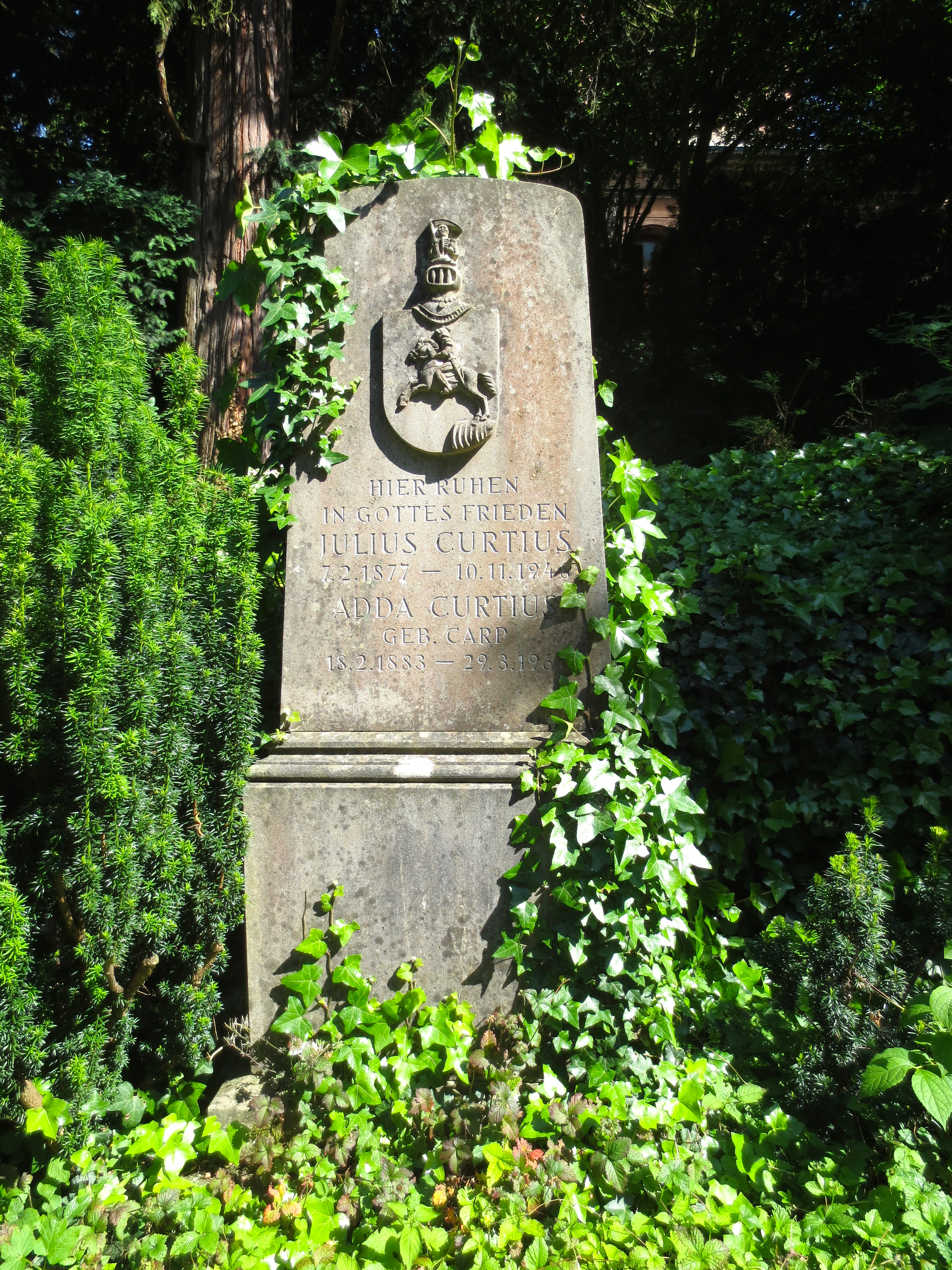
Hrob J. Curtiuse v Heidelbergu

## Období nacismu a osudy po válce
Po odchodu z vrcholné politiky se vrátil k právnické praxi a tu provozoval až do roku 1943. Před válkou zastupoval své klienty ve sporech s Polskou republikou, následně pracoval jako správce majetku v Berlíně a za války se věnoval svému statku v Wokuhlu v Meklenbursku, kde vlastnil 1450 akrů půdy. Během války nebyla jeho rodina nacisty nijak pronásledována. Jeho nejstarší dcera Barbara (1908—1944) se ale účastnila v červenci 1944 atentátu na Hitlera, za což byla v srpnu 1944 popravena.
Po válce mu východoněmecké úřady meklenburský statek znárodnily a jeho berlínský byt byl zničen během bombardování. V červenci 1946 odešel do západního Německa, kde se vrátil do Heidelbergu, a pokračoval ve své právnické praxi. Julius Curtius zemřel v Heidelbergu 10. listopadu 1948 a je pohřben na místním hřbitově Bergfriedhof.